# حزب ایرانیان
حزب ایرانیان، یکی از حزب‌های کوچک سیاسی ایران به ریاست فضل‌الله صدر در دوران پهلوی بود. این حزب که منشعب از حزب پان ایرانیست محسوب می‌گشت علی‌رغم تحریم انتخابات توسط آنان در انتخابات بیست و سومین مجلس ایران که در سال ۱۳۵۰ برگزار شد موفق به کسب یک کرسی توسط فضل‌الله صدر، دبیرکل حزب، از حوزه انتخابیه قم گشت.